# Куганаволокское сельское поселение
Кугана́волокское се́льское поселе́ние — муниципальное образование в Пудожском районе Республики Карелия Российской Федерации.
Административный центр — село Куганаволок.

## Население
| 2009 | 2010 | 2012 | 2013 | 2014 | 2015 | 2016 |
| ---- | ---- | ---- | ---- | ---- | ---- | ---- |
| 467  | ↘384 | ↘355 | ↗358 | ↘354 | ↘321 | ↘317 |
| 2017 | 2018 | 2019 | 2020 | 2021 | 2023 |      |
| ↘305 | →305 | ↘291 | ↘288 | →288 | ↘278 |      |

## Населённые пункты
В сельское поселение входят 9 населённых пунктов:
| № | Населённый пункт | Тип населённого пункта | Население |
| - | ---------------- | ---------------------- | --------- |
| 1 | Бостилово        | деревня                | ↘10       |
| 2 | Вамская Плотина  | деревня                | →2        |
| 3 | Канзанаволок     | деревня                | ↗1        |
| 4 | Кевасалма        | деревня                | →8        |
| 5 | Колгостров       | деревня                | →0        |
| 6 | Коскосалма       | деревня                | →0        |
| 7 | Куганаволок      | деревня                | ↘337      |
| 8 | Пелгостров       | деревня                | →0        |
| 9 | Чуяла            | деревня                | →0        |